# Стефенсон, Роберт
Роберт Стефенсон (16 октября 1803 — 12 октября 1859) — английский инженер-железнодорожник (паровозо- и мостостроение). Единственный сын знаменитого паровозостроителя и железнодорожного инженера Джорджа Стефенсона. Многие из достижений, сделанных Робертом или совместно Робертом и Джорджем Стефенсонами, часто ошибочно приписывают его отцу, в том числе Локомотив № 1, Ракету и завод Стефенсона.

## Ранние годы
16 октября 1803 года в небольшом посёлке Виллинтон Куэй, что к востоку от Ньюкасл-апон-Тайна, Фэнни, жена Джорджа Стефенсона родила сына, которого назвали Робертом, в честь деда — Роберта Стефенсона. Джордж Стефенсон в то время работал кочегаром на угольной шахте, а заодно подрабатывал часовым мастером. В 1805 году, в связи с переводом Джорджа на Уэстморские копи, семья Стефенсонов переселяется в деревушку Киллингворт, что к северу от Ньюкасла. Однако уже в 1806 году семью постигает большой удар — при родах дочери умирает Фэнни, а вскоре умирает и новорожденная.
Ставший вдовцом, Джордж уезжает в Монтроз, оставив при этом своего единственного сына на воспитании у хорошей знакомой, а через год с уже накопленным капиталом возвращается обратно. Также туда вскоре приезжает тётя Роберта и родная сестра Джорджа — Нелли, которая взяла на себя часть заботы о племяннике.
Джордж по собственному опыту знал, насколько важно образование, сам же он не получил его в молодости и был вынужден учиться уже в зрелом возрасте. Поэтому он старался, чтобы Роберт с детства получил достойное образование, при этом нередко ограничивая себя во многом. Спустя много лет, вспоминая о детстве Роберта, Джордж говорил:
В ранний период своей карьеры, когда Роберт был еще мальчуганом, я понял, как мне недоставало образования, и я вбил себе в голову, что он не будет страдать от этого недостатка и что я должен отдать его в хорошую школу и дать ему знания. Но я был бедняком. Знаете ли вы, как я справился с этим? Я занялся починкой часов соседям, и делал эту работу по вечерам. Когда оканчивались занятия, я чинил обувь местным углекопам, накладывая латки на их убогие одежды. Так я добывал средства для воспитания сына.
Помимо этого, своими техническими успехами Джордж давал положительный пример сыну, тем самым повышая его тягу к знаниям. Роберт начал учиться в местном приходском училище. В 1814 году Джордж Стефенсон создаёт свой первый паровоз — «Блюхер», успех от которого позволяет ему в следующем году перевести 12-летнего Роберта в частную Академию доктора Брюса на улице Перси-Стрит в Ньюкасле, в которой учились состоятельные ученики. Также Роберт начинает активно посещать библиотеку Ньюкаслского литературного и философского института, благодаря чему постоянно узнаёт о новейших изобретениях. Помимо этого, Джордж и Роберт постоянно занимаются самообразованием и благодаря этому вскоре Джордж изобретает безопасную шахтёрскую лампу, благодаря которой можно было работать в шахте несмотря на повышенное содержание метана (позже подобную лампу изобретёт Хемфри Дэви, в честь которого и назовут это изобретение).

## Инженер-железнодорожник

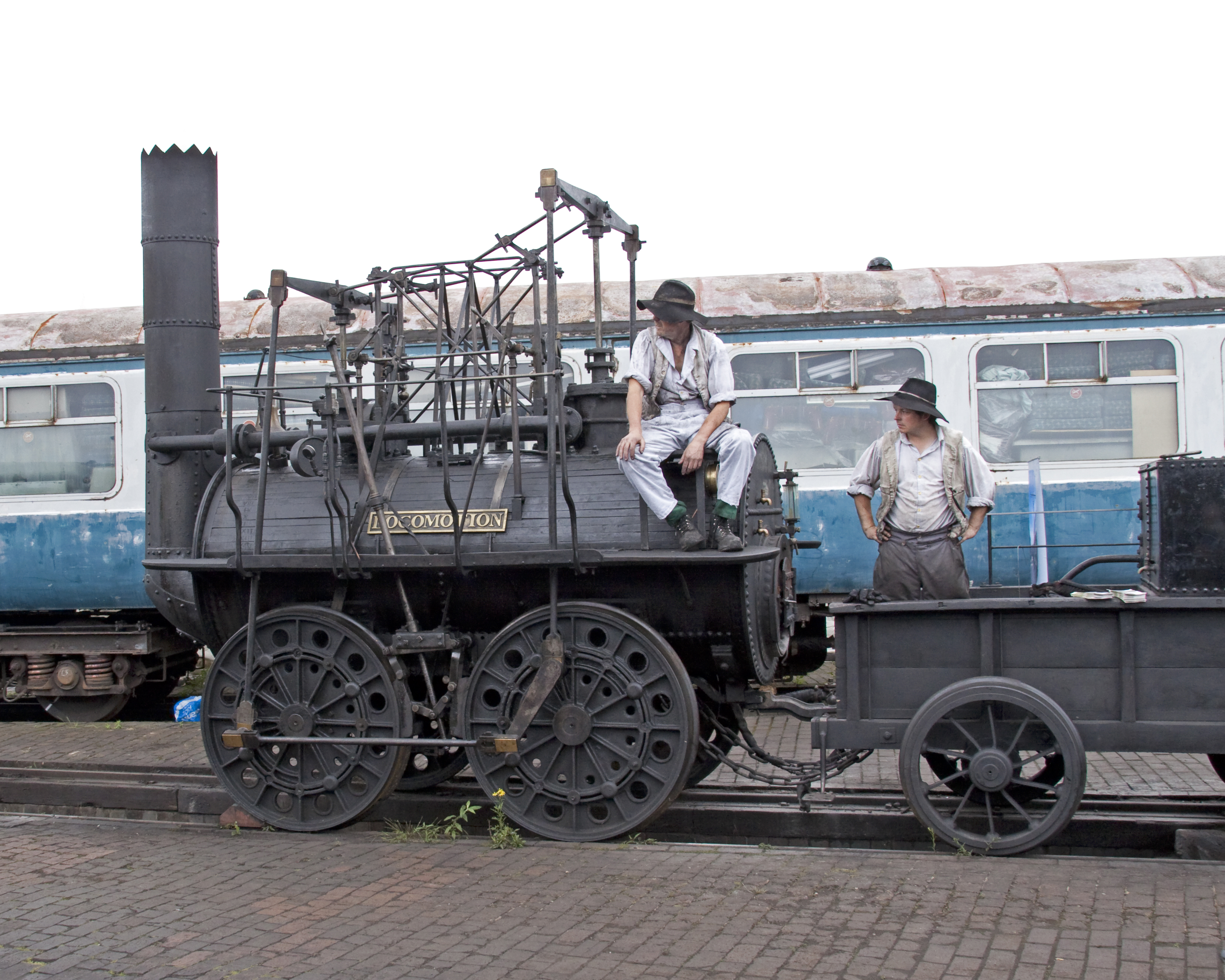
Паровоз Locomotion (реплика)

После Академии Брюса, Роберт переводится в Эдинбургский университет, где знакомится с Джорджем Паркером Биддером, а в сентябре 1821 года в возрасте 18 лет он приезжает к отцу, чтоб помочь ему в проектировании трассы будущей первой общественной железной дороги — Стоктон — Дарлигнтон. В 1823 году, в связи с занятостью Джорджа Стефенсона проектированием паровозов для новой дороги, 20-летний Роберт становится фактическим руководителем первого в мире паровозостроительного завода, который располагался в Ньюкасле (позже компания даже получит официальное название «Robert Stephenson and Company»). При поддержке своего отца, а также Майкла Лонгриджа и Эдварда Пиза, Роберт занимается наймом рабочих, заказами и установкой оборудования, наладкой производства. Помимо этого, он проектирует паровую машину для втаскивания поездов на вершину Бруссельтонского холма (паровозы водили поезда лишь на равнинных участках). За несколько дней до открытия дороги, Джордж Стефенсон вместе с Робертом и Джоном Диксоном прошёл вдоль всей железной дороги, лично осмотрев её. После этого троица пошла в местный паб, чтобы отметить удачное завершение строительства. 27 сентября 1825 года выпущенный на заводе Роберта паровоз «Locomotion» (Локомоушн) открыл движение на первой в мире общественной железной дороги. Также к открытию дороги завод выпустил паровозы «Hope» (Хоуп), «Diligence» (Дилидженс) и «Black Diamond» (Блэк Даймонд).
В 1825 году (по другим данным — в 1824, то есть до открытия дороги Стонктон — Дарлингтон) Роберт переезжает по контракту в Южную Америку в Колумбию для работы инженером в компании занимающейся разработкой серебряных копей. Тогда многим окружающим такое решение показалось весьма необычным, из-за чего даже пошли слухи об отчуждении его от отца, хотя никаких свидетельств этого нет.

В 1828 году Роберта в Англию вызывает отец. К этому времени уже заканчивается строительство железной дороги Ливерпуль — Манчестер и идёт подготовка к Рейнхильским состязаниям. Джордж был занят подготовкой к соревнованиям и требовалась помощь сына для восстановления завода. К тому времени производство на заводе практически прекратилось, а опытные рабочие уволились. Роберт принимается за восстановление завода и уже в следующем году выпускаются сразу несколько паровозов. Помимо этого Роберту пришлось помогать отцу в проектировании паровоза для предстоящих соревнований. Один из секретарей Ливерпуль-Манчестерской компании, Генри Бутс, предложил Джорджу Стефенсону применить на новом паровозе многотрубчатый котёл, так как такая конструкция к тому времени успешно применялась на станционных котлах, однако Джордж был против. Убедить его в обратном удалось лишь при помощи Роберта. Вскоре под руководством Роберта на заводе приступили к строительству нового паровоза. Однако при первом же практическом испытании паровой котёл дал течь и залил всю мастерскую. В отчаянии Роберт даже передумал в своём решении и предложил отцу отказаться от применения дымогарных трубок. К счастью, проблема всё же была решена и новый паровоз, который получил имя «Rocket» (Ракета), был представлен на соревнованиях, которые он с успехом выиграл. Стоит отметить, что такое имя паровозу было присвоено как насмешка над одной из газет, в которой журналист сравнил паровоз с ракетой:
Мы скорее допустим, что жители Вулвича охотнее согласятся полететь на ракете, чем довериться милости подобной машины.

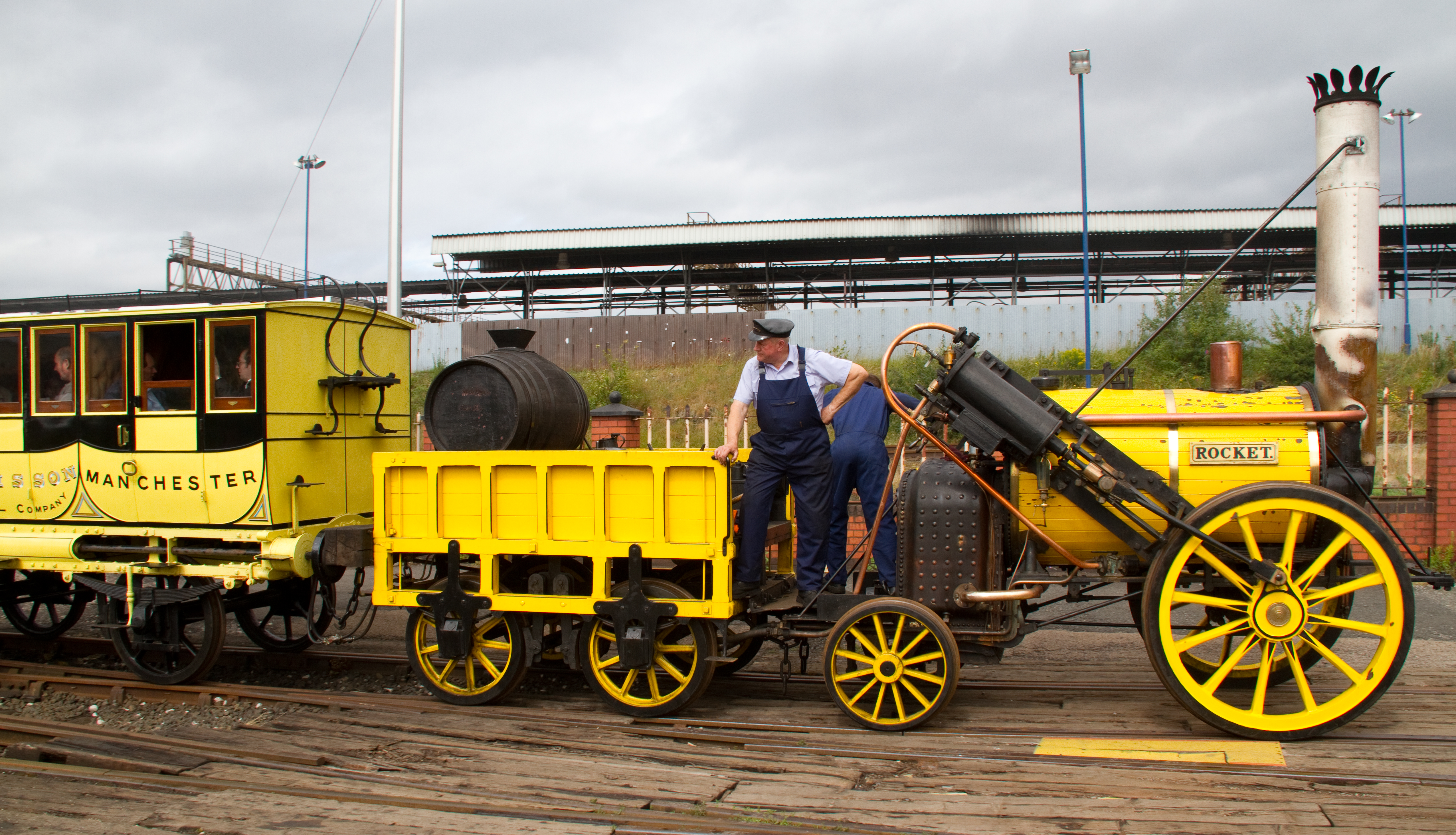
Паровоз Ракета (реплика)

15 сентября 1830 года на открытии дороги Джордж вёл паровоз «Нортумбриец» (по конструкции сходен с «Ракетой»), его брат и сын (обоих звали Роберт) — «Феникс» и «Полярная звезда» соответственно, Джозеф Лок — «Ракета». Далее шли «Копьё», «Комета», «Стрела» и «Метеор».
17 июня 1829 года Роберт в Лондоне женился на Фрэнсис Сэндерсон, а вскоре пара селится в Гринфилде неподалёку от Ньюкасла. К сожалению этот брак не был долгим, так как в 1842 году жена Роберта, которую часто называли Фэнни, умерла. У пары никогда не было детей, а смерть жены, как когда-то гибель матери, стала серьёзным ударом в жизни Роберта и поэтому он больше никогда не женился.
В 1830 году в условиях жёсткой конкуренции со стороны других заводов, Роберт создаёт паровоз «Planet» (Планета), на котором паровые цилиндры впервые были размещены между движущих колёс. Сам Джордж Стефенсон был против такой конструкции, но на сравнительных испытаниях «Планета» оказалась самым мощным из всех ранее построенных паровозов. 

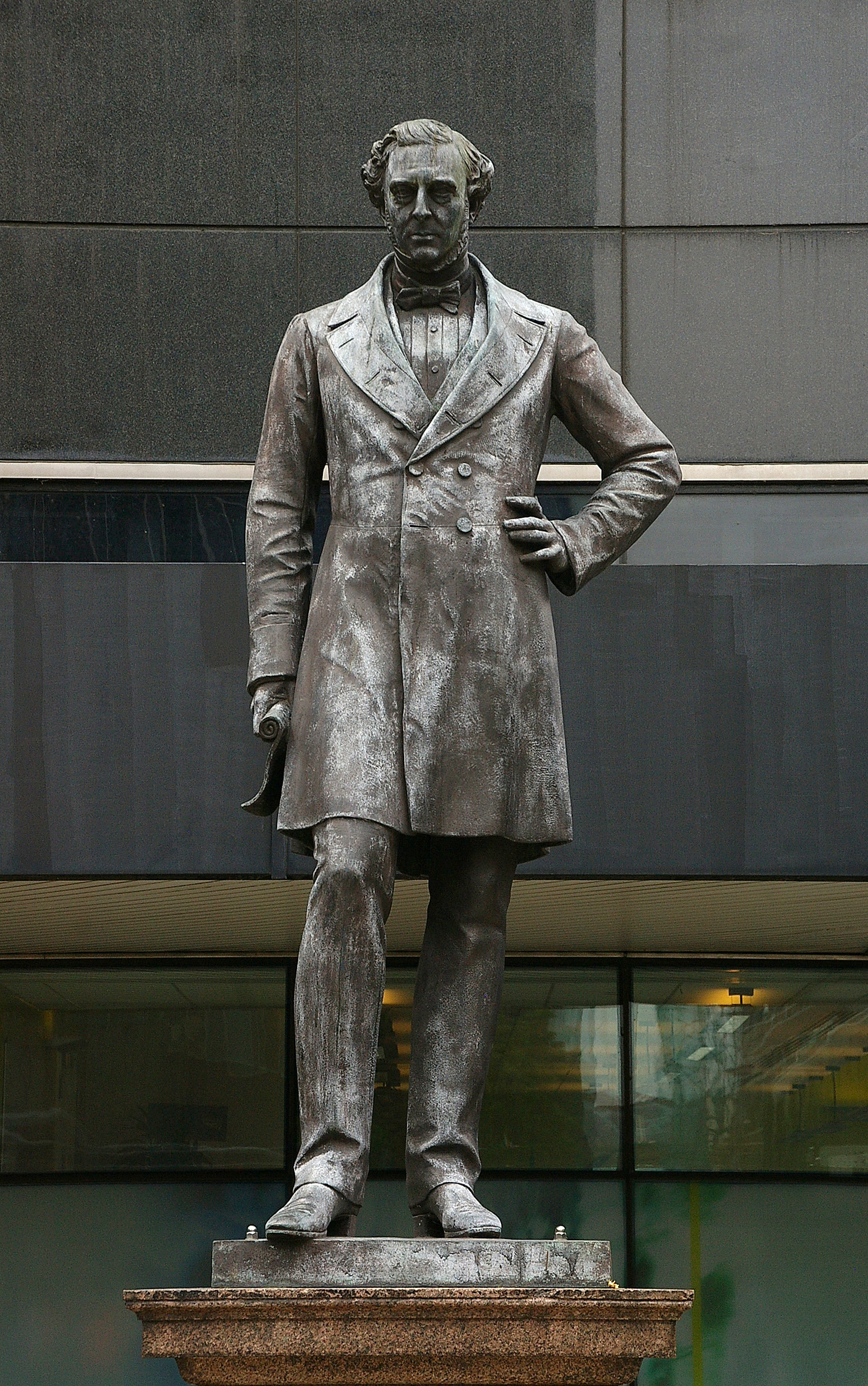
Памятник Роберту Стефенсону, Euston railway station, Лондон

В 1831 году Роберт принимает участие в проектировании железной дороги Лондон — Бирмингем, а уже в 1833 году становится главным инженером стройки. Дорога строилась в сложных условиях, при её строительстве Роберту нередко приходится обращаться к отцу. Помимо этого цена готовой трассы превысила первоначальные расчёты и составила £5,5 млн. Однако открывшись в сентябре 1838 года дорога только до конца этого же года принесла прибыль в £0,5 млн. Сам же Роберт в 1838 году начинает  руководить строительством очередной железной дороги — «Леопольды» — в Италии.
В 1844 году Роберт принял непосредственное участие в составлении 33 проектов железных дорог. Он энергично отстаивал взгляды отца в вопросах о ширине колеи, о чрезмерных скоростях движения, об атмосферных дорогах. При этом он выступал противником знаменитого инженера Брюнеля. Известность Роберта Стефенсона сравнялась с известностью его отца, а в чём то даже превосходила.